# 巫昌祯
巫昌祯（1929年11月17日—2020年3月25日），女，江苏句容人，中国法学家，中国政法大学教授。主要研究婚姻法、妇女权益保障法等。

## 生平
1929年11月17日生于江苏句容。1948年9月考入朝阳大学，1950年3月并入中国人民大学，1954年毕业于法律系，并与同班同学庚以泰结婚，分配到北京政法学院任教。1955年曾参与《民法》起草。1957年，受法律虚无主义影响，北京政法学院民法教研室被撤销。巫昌祯只好改教毛泽东著作和古代汉语等课程。文化大革命期间学校停课，巫昌祯在北京家中抚养孩子。1978年北京政法学院复建（1983年改称中国政法大学）后，重新回到工作岗位，历任副教授、教授、法制教研室主任、博士生导师。
1979年和1997年，巫昌祯两次参与《婚姻法》修改。1989年任《妇女权益保障法》起草小组副组长，2002年任《妇女权益保障法》修正案草案专家组组长。她还是第七、八、九届全国政协委员（1988年－2003年）、全国政协法制委员会副主任；第五、六、七、八届全国妇联执行委员（1983年－2003年）、北京市妇联副主任。
2020年3月25日15时30分逝世。

## 著作
- 巫昌祯. . 中央广播电视大学出版社. 1984年.
- 巫昌祯. . 法律出版社. 2001年. ISBN 9787503634314.
- 巫昌祯 (编). . 民族出版社. 2001年. ISBN 9787105044931.
- 巫昌祯; 杨大文; 王德义. . 中国法制出版社. 2001年8月. ISBN 9787800838064.
- 巫昌祯 (编). . 中国政法大学出版社. 2002年7月. ISBN 9787562009320.
- 巫昌祯. . 中央文献出版社. 2002年9月. ISBN 9787507312461.
- 巫昌祯 (编). . 中央文献出版社. 2004年6月. ISBN 9787507315820.
- 巫昌祯 (编). . 中国法制出版社. 2004年10月. ISBN 9787801823793.